# Amarante FC
Amarante FC, właśc. Amarante Futebol Clube – portugalski klub piłkarski z siedzibą w Amarante.

## Historia
Klub został założony w 1923. W swojej historii rozegrał pięć sezonów na poziomie drugiej ligi (w latach 1979–1982, 1985–1986 oraz 1988–1989).

## Reprezentanci kraju grający w klubie
stan na listopad 2023
|  | - Carlos Fernandes - Luís Miguel - Wenelin Nikołow - Salim Cissé |  | - Antonio Rutt - Cláudio Ramos - António Taí - Nando Neves |